# Les Mythos
Pour plus de détails, voir Fiche technique et Distribution.
Les Mythos est un film français réalisé par Denis Thybaud et sorti en 2011.

## Synopsis
En interceptant par hasard une demande de protection sur un téléphone mobile à la suite de leur prospection (infructueuse) dans des palaces parisiens, trois jeunes de banlieue, ex-agents de sécurité, se font passer pour des gardes du corps expérimentés et sont chargés de protéger Marie Van Verten, jeune et riche (et capricieuse) héritière belge. D'abord opposés par leurs différences sociales et culturelles, les garçons mal dégrossis et la fille choyée vont faire corps et fraterniser afin d'échapper aux ravisseurs lancés sur la piste de Marie. L'histoire s'achève beaucoup mieux qu'elle a commencé puisque l'amour se mêle de jeter l'un des trois jeunes aulnaysiens et la millionnaire bruxelloise dans les bras l'un de l'autre.

## Fiche technique
- Titre original : Les Mythos
- Titre de travail : Les Ouaneguènes[1]
- Réalisation : Denis Thybaud
- Scénario : Samir Oubechou (d'après son idée) et Chérif Saïs
- Décors : Sébastien Inizan
- Costumes : Hadjira Ben-Rahou
- Photographie : Michel Taburiaux
- Son : Olivier Le Vacon
- Montage : Yves Beloniak
- Musique : Franck Authié, Karen Brunon
- Producteurs : Frédéric Dantec, Yann Gilbert (producteur délégué)
- Sociétés de production : La Mouche du Coche (France), Nota Bene Productions (France), Studiocanal (France)
- Société de distribution : Studiocanal (France)
- Pays d'origine :  France
- Langue originale : français
- Format : 35 mm DCP — couleur — 1.85:1 — son stéréo Dolby Digital
- Genre : comédie
- Durée : 89 minutes
- Date de sortie :  13 juillet 2011
- (fr) Classification CNC : tous publics (visa d'exploitation no 117848 délivré le 17 juin 2011)

## Distribution
- Stéphanie Crayencour : Marie Van Verten
- William Lebghil : Karim Mansouri
- Ralph Amoussou : Moussa Sissokko
- Alban Ivanov : Nico Penizzi
- Charlie Dupont : Frédéric de Tournon
- Renaud Rutten : Oscar Berg
- Émeline Bayart : Mlle Vanderheyken
- Momo Debbouze : Bachir
- Baya Belal : Fatima, la mère de Karim
- Éric Naggar : M. Garidet
- Margot Dufrene : Sabrina
- Sofia Lesaffre : Salima
- Élie Lison : le chef du protocole
- Ahmed El Kouraichi : le vendeur au marché
- Nadia Roz : Nacera
- Annabelle Lengronne : Myriam
- Fatsah Bouyahmed : Khaled
- Philippe Sturbelle : Norbert Van Verten
- Nejma Ben Amor : Sonya
- Pascal Ternisien : Le commissaire-priseur
- Luis Jaime Cortez : Monsieur Barboza
- Naël Dias : Fahem
- Inès Massong : Soraya
- Jean-Baptiste Chauvin : Le père de Nico

## Chanson du film
BO : Tous des mythos, paroles de Max Boublil et musique d'Anthony Marciano, interprétée par Max Boublil. Téléchargement MP3 (éditions Bamago, label My Major Company).

## Tournage
- Année de prises de vue : 2010.
- Extérieurs : Paris, Cité de l'Europe à Aulnay-sous-Bois (Seine-Saint-Denis).